# 第43回ゴールデンラズベリー賞
第43回ゴールデンラズベリー賞は、2022年の映画で最低の作品に贈られる賞である。
今年のラジー賞は、12歳の子役ライアン・キーラ・アームストロングを最低主演女優賞候補にしたことで批判が殺到し、謝罪の上、彼女を候補から外し、今後は18歳未満の俳優やフィルムメイカーを賞の候補としないことを発表した。またこれを受け、今年の最低女優賞の受賞者を、「ラジー賞」（第43回ゴールデンラズベリー賞における最低主演女優賞ノミネーションの大失態）とした。

## ノミネート一覧
太字が受賞作。
| 部門 | 候補 |
| --- | ---- |
| 最低作品賞 |      |
| 『ブロンド』 |      |
| 『ピノキオ』 |      |
| 『グッド・モウニング 人生最悪のハイな1日』 |      |
| The King's Daughter |      |
| 『モービウス』 |      |
| 最低主演男優賞 |      |
| ジャレッド・レト - 『モービウス』 |      |
| コールソン・ベイカー（別名：マシン・ガン・ケリー） - 『グッド・モウニング 人生最悪のハイな1日』 |      |
| ピート・デイヴィッドソン - 『マーマデューク』 |      |
| トム・ハンクス - 『ピノキオ』 |      |
| シルヴェスター・スタローン『サマリタン』 |      |
| 最低主演女優賞 |      |
| ラジー賞 - 第43回ゴールデンラズベリー賞における最低主演女優賞ノミネーションの大失態 |      |
| ライアン・キーラ・アームストロング - 『炎の少女チャーリー』 撤回されました |      |
| ブライス・ダラス・ハワード - 『ジュラシック・ワールド/新たなる支配者』 |      |
| ダイアン・キートン - 『マック&リタ』 |      |
| カヤ・スコデラリオ - The King’s Daughter |      |
| アリシア・シルヴァーストーン『ジョーズ・バケーション』 |      |
| 最低助演男優賞 |      |
| トム・ハンクス - 『エルヴィス』 |      |
| ピート・デイヴィッドソン - 『グッド・モウニング 人生最悪のハイな1日』 |      |
| ゼイヴィア・サミュエル - 『ブロンド』 |      |
| モッド・サン - 『グッド・モウニング 人生最悪のハイな1日』 |      |
| エヴァン・ウィリアムズ - 『ブロンド』 |      |
| 最低助演女優賞 |      |
| アドリア・アルホナ - 『モービウス』 |      |
| 范冰冰 - 『355』とThe King’s Daughter |      |
| ロレイン・ブラッコ - 『ピノキオ』 |      |
| ペネロペ・クルス - 『355』 |      |
| ミラ・ソルヴィノ - 『ランボルギーニ』 |      |
| 最低スクリーンコンボ賞 |      |
| トム・ハンクスと彼のラテックスだらけの顔（そしてその滑稽なアクセント） - 『エルヴィス』 |      |
| コールソン・ベイカー（別名：マシン・ガン・ケリー）とモッド・サン - 『グッド・モウニング 人生最悪のハイな1日』 |      |
| 虚偽のホワイトハウスのベッドシーンに登場する実在の人物2人（マリリン・モンローとジョン・F・ケネディ） - 『ブロンド』 |      |
| アンドリュー・ドミニクと彼の女性問題 - 『ブロンド』 |      |
| 『愛は、365の日々で』の2つの続編 - 『愛は、この日を迎えて』と『愛は、新たな日々へ』（ともに2022年公開） |      |
| 最低監督賞 |      |
| コールソン・ベイカー（別名：マシン・ガン・ケリー）とモッド・サン - 『グッド・モウニング 人生最悪のハイな1日』 |      |
| ジャド・アパトー - 『ザ・バブル』 |      |
| アンドリュー・ドミニク - 『ブロンド』 |      |
| ダニエル・エスピノーサ - 『モービウス』 |      |
| ロバート・ゼメキス - 『ピノキオ』 |      |
| 最低脚本賞 |      |
| 『ブロンド』 - アンドリュー・ドミニクの脚本（ジョイス・キャロル・オーツの伝記小説を基にした作品） |      |
| 『ピノキオ』 - ロバート・ゼメキスとクリス・ワイツの脚本（1940年のディズニーのアニメーション映画とカルロ・コッローディの小説『ピノッキオの冒険』に基づいていますがカルロ・コッローディの遺産管理団体には認可されていません） |      |
| 『グッド・モウニング 人生最悪のハイな1日』 - マシン・ガン・ケリーとモッド・サンが「書いた」 |      |
| 『ジュラシック・ワールド/新たなる支配者』 - エミリー・カーマイケルとコリン・トレヴォロウの脚本、コリン・トレヴォロウとデレク・コノリーのストーリー原案                                                                      |      |
| 『モービウス』 - マット・サザマとバーク・シャープレスのストーリーと脚本（ギル・ケインとロイ・トーマスによるマーベル・コミックのキャラクターに基づく）                                                                       |      |
| 最低リメイク・パクリ・続編賞 |      |
| 『ピノキオ』（デル・トロではありません！） |      |
| 『ブロンド』 |      |
| 『愛は、365の日々で』の2つの続編（『愛は、この日を迎えて』、『愛は、新たな日々へ』） |      |
| 『炎の少女チャーリー』 |      |
| 『ジュラシック・ワールド/新たなる支配者』 |      |
| 名誉挽回賞 |      |
| コリン・ファレル（2004年最低主演男優賞ノミネートから2022年アカデミー主演男優賞最有力候補まで） |      |
| ヴァル・キルマー（『D.N.A./ドクター・モローの島』からValまで） |      |
| マーク・ウォールバーグ（『トランスフォーマー/最後の騎士王』から『ファーザー・スチュー/闘い続けた男』まで） |      |